# Cocoanut Grove
Cocoanut Grove è un film del 1938 diretto da Alfred Santell.

## Colonna sonora
- "Says My Heart" di Burton Lane e Frank Loesser (cantata da Harriet Hilliard)
- "You Leave Me Breathless" Parole di Ralph Freed, musica di Burton Lane
- "Cocoanut Grove" Parole e musica di Harry Owens
- "Dreamy Hawaiian Moon" Parole e musica di Harry Owens
- "Sweet Leilani" Parole e musica di Harry Owens
- "Two Bits a Pair" Parole e musica di Jack Rock
- "Ten Easy Lessons" Parole e musica di Jack Rock
- "The Four of Us Went to Sea" Parole e musica di The Yacht Club Boys
- "Four of the Three Musketeers" Parole e musica di Bert Kalmar e Harry Ruby